# جرايسي أبرامز
غرايسي ماديجان أبرامز (بالإنجليزية: Gracie Madigan Abrams) (من مواليد 7 سبتمبر 1999) مغنية وكاتبة أغاني أمريكية وابنة منتج الأفلام جاي جاي أبرامز. بعد توقيعها مع شركة إنترسكوب ريكوردز عام 2019، لاقت شهرة واسعة بعد إصدار ألبومها المطول الأول "ماينور" (2020)، وألبومه التالي "هذا ما يشعر به" (2021)، إلى جانب العديد من الأغاني المنفردة، منها "أفتقدك، أنا آسف". أصدرت أبرامز ألبومها الأول "بئس المصير" (2023)، ورُشِّحت لجائزة غرامي لأفضل فنانة جديدة. كما غنت في افتتاح جولة أوليفيا رودريغو "سور" (2022) وجولة تايلور سويفت "إيراس" (2023-2024).
في عام 2023، شاركت أبرامز في ريمكس لأغنية نوح كاهان "Everywhere, Everything"، والتي كانت أول دخول لها على قائمة بيلبورد هوت 100 الأمريكية. كما ظهرت في قائمة فوربس لأفضل 30 شخصًا تحت سن الثلاثين في ذلك العام. تصدر ألبومها الاستوديو الثاني، "سرنا" (2024)، المركز الثاني على قائمة بيلبورد 200 الأمريكية، ورافقته أغاني "ريسك" و"كلوز تو يو" و"آي لوف يو، آي إم سوري" و"ذا سو ترو"؛ وبلغت هذه الأخيرة المركز الرابع على بيلبورد جلوبال 200. تعاونت أبرامز مع تايلور سويفت في أغنية الألبوم "نحن"، التي رُشحت لجائزة غرامي لأفضل أداء ثنائي/جماعي بوب.

## وصلات خارجية
- الموقع الرسمي
- جرايسي أبرامز على موقع IMDb (الإنجليزية)
- جرايسي أبرامز على موقع ميوزك برينز (الإنجليزية)
- جرايسي أبرامز على موقع أول ميوزيك (الإنجليزية)
- جرايسي أبرامز على موقع ديسكوغز (الإنجليزية)
- جرايسي أبرامز على موقع قاعدة بيانات الفيلم (الإنجليزية)